# Sériová komunikace

Paralelní a sériová komunikace

Sériová komunikace nebo sériový přenos je v telekomunikacích a informatice přenos dat komunikačním kanálem nebo po sběrnici po jednotlivých bitech, které jsou přenášeny sériově (sekvenčně), tedy za sebou. Jejím opakem je paralelní komunikace, kde je několik bitů přenášeno souběžně (najednou) více přenosovými kanály.
Sériová komunikace se používala především na dálkových linkách a ve většině počítačových sítí, kde by kvůli ceně vícepramenných kabelů a synchronizačním potížím byla paralelní komunikaci nepraktická. S rozvojem  technologie se v poslední době sériová komunikace prosazuje čím dál více i na krátké vzdálenosti, protože odstraňuje problémy, ke kterým dochází při paralelní komunikaci (parazitní kapacity, přeslechy, problém synchronizace hodin mezi vodiči – anglicky clock skew), a ani větší obvodová složitost již nemusí být problémem (je třeba serializer a deserializer, tzv. SerDes). Příklady může být přechod od paralelních rozhraní tiskáren a externích disků k sériovým rozhraním jako USB nebo FireWire nebo přechod od PCI sběrnice na PCI-Express. Na druhou stranu modulační techniky jako kvadraturní amplitudová modulace často spočívají v přenosu více bitů současně jedním fyzickým kanálem.

## Dálnopis
Standardní dálnopis se vyvinul do automatického telegrafního systému nazývaného Telex. Původně byl rotační mechanický komutátor (rotační přepínač) spouštěn „start bitem“. Komutátor distribuoval ostatní bity skupině elektromagnetických relé, které pomocí cívek mechanicky text vytiskly na papír. Směrování bylo automatizováno pomocí rotačního elektromechanického systému, který byl použit ve starých telefonních systémech. Do počítačů byl později tento sériový komunikační systém adaptován pomocí vstupně-výstupních zařízení nazývaných sériový port s čipy USART.
Vývoj telekomunikačních zařízení měl hluboký vliv na evoluci software a operačních systémů, které dodnes obvykle data zpracovávají jako sekvenci znaků.

## Sériová sběrnice
Sériová sběrnice používá pro přenos dat a řízení sběrnice jeden vodič (resp. dvojici signál-nulový vodič) nebo více vodičů. Po fyzikální stránce se datová informace přenáší buď pomocí změny elektrického napětí nebo změny elektrického proudu. Realizace pomocí změny napětí je jednodušší, pomocí změny proudu je složitější, ale má větší odolnost proti elektromagnetickému rušení. Data jsou většinou přenášena v sériové posloupnosti pomocí jednoho signálu. Řízení sběrnice, je buď realizováno pomocí samostatných signálových vodičů, nebo je společně s daty přenášeno pomocí jednoho signálu.
Jaký je formát přenášených dat, časování přenosu, řízení přenosu atd. popisuje protokol sběrnice. Standard sběrnice popisuje také elektrické a mechanické parametry sběrnice.

## Rozdělení
Sběrnice
- napětím řízené
  - napětí vůči společnému bodu (signálová zem)
  - diferenciální (rozdíl napětí na dvou vodičích)
- proudem řízené
  - směr toku proudu (dva stavy)

- dvouvodičové (signál-zem nebo diferenciální)
- vícevodičové (většinou oddělené řízení a data)

Protokol
- podle časového řízení
  - synchronní – vysílač i přijímač se řídí stejným časem, který se buď koriguje po datové lince nebo se hodinový signál sdílí po samostatné lince
  - asynchronní – k synchronizaci nedochází, každý bajt se vysílá samostatně určenou rychlostí

## Příklady sériové komunikace
- Morseova abeceda – telegrafie
- RS-232 – vícesignálová sériová napětím řízená sběrnice pro propojení dvou zařízení, existují i různé nestandardní verze pro připojení více zařízení na společnou sběrnici (nízkorychlostní, klasický sériový port)
- SPI
- RS-422
- RS-485 – vícesignálová sériová diferenciální řízená sběrnice pro propojení dvou a více zařízení (průmyslová sběrnice)
- I²C – jednosignálová sériová sběrnice pro připojení více zařízení k hostitelskému zařízení, interní použití v různých přístrojích (domácí elektronika)
- MIDI – ovládání elektronických hudebních nástrojů
- DMX512 – ovládání divadelních světel
- USB – jednosignálová sériová diferenciální sběrnice pro připojení více zařízení k hostitelskému zařízení (poskytuje i napájení drobných periférií, střední rychlost)
- FireWire – jednosignálová sériová diferenciální sběrnice pro připojení více zařízení k hostitelskému zařízení
- PCI-Express – interní diferenciální sběrnice (nástupce paralelní sběrnice PCI), data může přenášet naráz po více párech vodičů (1x, 2x, 4x, 16x…)
- InfiniBand – vysokorychlostní, podobná PCI
- Serial Attached SCSI
- Serial ATA
- Fibre Channel – vysokorychlostní připojení úložného prostoru k počítačům
- Ethernet
- SONET a SDH – vysokorychlostní telekomunikační linky přes optická vlákna
- T1, E1 a varianty – vysokorychlostní telekomunikační linky přes kabely tvořené kroucenými dvoulinkami
- EIB/KNX – sériová sběrnice pro komunikaci mezi prvky elektroinstalace inteligentní budovy (poskytuje i napájení prvků)
- CAN-BUS – sériová diferenciální sběrnice do 500kbit/s (CAN=car area network), 120 Ohm terminace na obou koncích, kroucená dvojlinka, budič napájen 5V.
- LIN - pomalá sériová jednodrátová sběrnice. Budič má 12V napájení, čemuž odpovídá výstupní signál.